# Канучи (Џорџија)
Канучи (енгл. Canoochee) насељено је место без административног статуса у америчкој савезној држави Џорџија.

## Демографија
По попису из 2010. године број становника је 71.
| Група             | 2000.    | 2010.      |
| Белци             | 0 (0,0%) | 54 (76,1%) |
| Афроамериканци    | 0 (0,0%) | 16 (22,5%) |
| Азијати           | 0 (0,0%) | 1 (1,4%)   |
| Хиспаноамериканци | 0 (0,0%) | 0 (0,0%)   |
| Укупно            | 0        | 71         |